# الجيش الخامس والعشرون

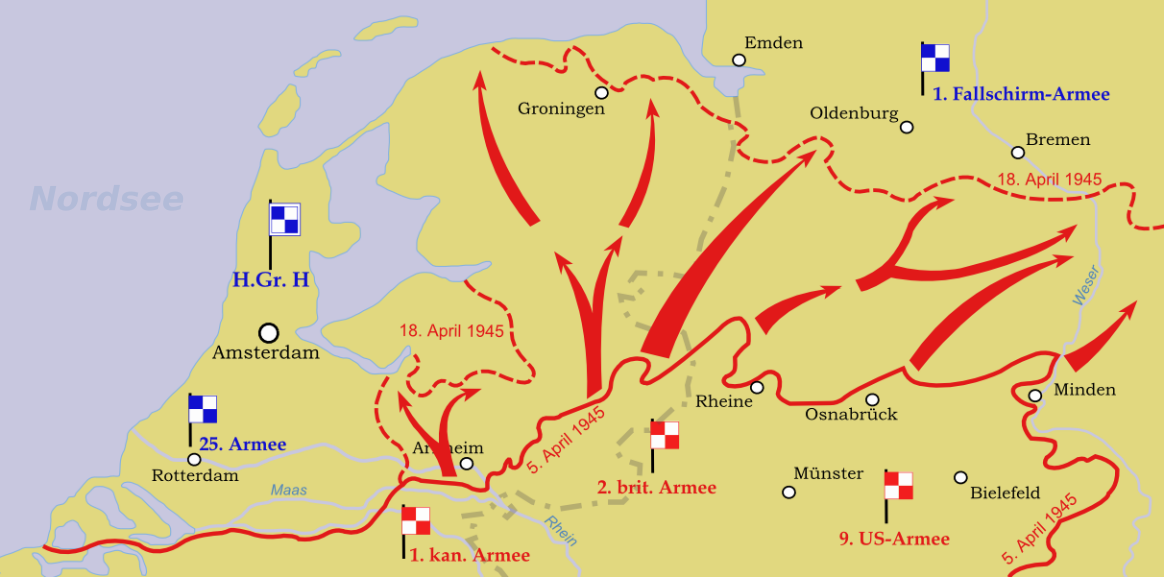
عمليات المجموعة الحادية والعشرين للجيش، 1945. الجيش الخامس والعشرون إلى اليسار.

الجيش الخامس والعشرون (بالألمانية: 25. Armee ) كان الجيش الميداني في الحرب العالمية الثانية للجيش الألماني.

## التاريخ
تم تسليم استسلام القوات الألمانية للقيادة العليا الشمالية الغربية إلى المجموعة العسكرية الحادية والعشرين البريطانية، بما في ذلك الجيش 25، في 4 مايو 1945 ودخل حيز التنفيذ في الساعة 0800 في اليوم التالي.

## القادة
|  | {{{officeholder}}} |
|  | {{{officeholder}}} |
|  | {{{officeholder}}} |